# Кінг-оф-Пруша (Пенсільванія)
Кінг-оф-Пруша (англ. King of Prussia) — переписна місцевість (CDP) в США, в окрузі Монтгомері штату Пенсільванія. Населення — 24 695 осіб (2020).

## Географія
Кінг-оф-Пруша розташований за координатами 40°5′46″ пн. ш. 75°22′45″ зх. д. / 40.09611° пн. ш. 75.37917° зх. д. (40.096029, -75.379074).  За даними Бюро перепису населення США в 2010 році переписна місцевість мала площу 22,37 км², з яких 21,98 км² — суходіл та 0,39 км² — водойми.

### Клімат
| Клімат : Кінг-оф-Пруша       | Клімат : Кінг-оф-Пруша | Клімат : Кінг-оф-Пруша | Клімат : Кінг-оф-Пруша | Клімат : Кінг-оф-Пруша | Клімат : Кінг-оф-Пруша | Клімат : Кінг-оф-Пруша | Клімат : Кінг-оф-Пруша | Клімат : Кінг-оф-Пруша | Клімат : Кінг-оф-Пруша | Клімат : Кінг-оф-Пруша | Клімат : Кінг-оф-Пруша | Клімат : Кінг-оф-Пруша | Клімат : Кінг-оф-Пруша |
| Показник                     | Січ.                   | Лют.                   | Бер.                   | Квіт.                  | Трав.                  | Черв.                  | Лип.                   | Серп.                  | Вер.                   | Жовт.                  | Лист.                  | Груд.                  | Рік                    |
| Абсолютний максимум, °C      | 24,4                   | 23,9                   | 28,3                   | 36,7                   | 36,7                   | 37,8                   | 42,2                   | 41,1                   | 38,9                   | 32,2                   | 29,4                   | 24,4                   | 42,2                   |
| Середній максимум, °C        | 5,0                    | 6,7                    | 11,7                   | 17,8                   | 23,9                   | 28,3                   | 31,1                   | 30,6                   | 26,7                   | 20,0                   | 13,9                   | 7,2                    | 18,6                   |
| Середній мінімум, °C         | −5,6                   | −4,4                   | −0,6                   | 5,0                    | 10,6                   | 16,1                   | 18,9                   | 17,8                   | 13,3                   | 6,7                    | 1,7                    | −2,8                   | 6,4                    |
| Абсолютний мінімум, °C       | −24,4                  | −20,6                  | −13,3                  | −9,4                   | −1,7                   | −2,2                   | 8,9                    | 4,4                    | 1,7                    | −3,3                   | −10                    | −23,3                  | −24,4                  |
| Норма опадів, мм             | 86                     | 81                     | 102                    | 102                    | 107                    | 101                    | 121                    | 111                    | 124                    | 95                     | 97                     | 106                    | 1233                   |
| ---------------------------- | ---------------------- | ---------------------- | ---------------------- | ---------------------- | ---------------------- | ---------------------- | ---------------------- | ---------------------- | ---------------------- | ---------------------- | ---------------------- | ---------------------- | ---------------------- |
| Джерело: The Weather Channel |                        |                        |                        |                        |                        |                        |                        |                        |                        |                        |                        |                        |                        |

## Демографія
Згідно з переписом 2010 року, у переписній місцевості мешкало 19 936 осіб у 8577 домогосподарствах у складі 5050 родин. Густота населення становила 891 особа/км².  Було 9203 помешкання (411/км²).
Расовий склад населення:
| - 71,8 % — білих - 18,6 % — азіатів - 5,7 % — чорних або афроамериканців - 0,3 % — корінних американців - 1,5 % — осіб інших рас |

До двох чи більше рас належало 2,1 %. Частка іспаномовних становила 4,2 % від усіх жителів.
За віковим діапазоном населення розподілялося таким чином: 19,6 % — особи молодші 18 років, 64,6 % — особи у віці 18—64 років, 15,8 % — особи у віці 65 років та старші. Медіана віку мешканця становила 37,8 року. На 100 осіб жіночої статі у переписній місцевості припадало 98,9 чоловіків;  на 100 жінок у віці від 18 років та старших — 97,1 чоловіків також старших 18 років.
Середній дохід на одне домашнє господарство  становив 98 734 долари США (медіана — 73 502), а середній дохід на одну сім'ю — 116 572 долари (медіана — 91 769). Медіана доходів становила 66 583 долари для чоловіків та 52 391 долар для жінок. За межею бідності перебувало 6,9 % осіб, у тому числі 8,2 % дітей у віці до 18 років та 5,7 % осіб у віці 65 років та старших.
Цивільне працевлаштоване населення становило 10 644 особи. Основні галузі зайнятості: освіта, охорона здоров'я та соціальна допомога — 19,8 %, науковці, спеціалісти, менеджери — 19,1 %, роздрібна торгівля — 12,7 %, виробництво — 11,5 %.